# Semiothisa subfasciata
Semiothisa subfasciata är en fjärilsart som beskrevs av George Francis Hampson 1891. Semiothisa subfasciata ingår i släktet Semiothisa och familjen mätare. Inga underarter finns listade i Catalogue of Life.